# Institut Saint-Louis (Bruxelles)
Pour les articles homonymes, voir Saint-Louis.
L’Institut Saint-Louis est un institut d’enseignement libre diocésain séculier de langue française fondé en 1858 dans le quartier du Marais à Bruxelles.
Bien que commun à origine[pas clair], les facultés universitaires Saint-Louis ont pris leur indépendance en 1948, l'institut ne contenant finalement plus que la partie non-universitaire.

## Repères chronologiques
- 1838 : établissement à Malines d’une « École de Commerce et d’Industrie »[1]., placée sous le patronage de saint Louis de Gonzague.
- 1858 : fondation à Bruxelles dans l’hôtel du Baron Jean-Jacques Verseyden de Varick sis dans le quartier du Marais de l’Institut saint-Louis, fruit du transfert de Malines à Bruxelles de l’« École de Commerce et d’Industrie » et la création d’un cours de catholique. Ouverture des cours : le mardi 5 octobre 1858.
- 1859 : ouverture d’une classe de première professionnelle (correspondant dans le système actuel à une classe de première), amorce de la section des humanités techniques.
- 1865 : création de la section préparatoire (correspondant dans le système actuel au cycle primaire).
- 1890 : le cours de menuiserie est érigé en cours de référence et possède la faculté de décerner des grades endémiques.
- 1914-1918 : 237 élèves, étudiants, enseignants ou membres du personnel perdent la vie lors de la Première Guerre mondiale.
- 1922 : le 29 juillet, inauguration du monument aux élèves morts pour la patrie au cours de la Première Guerre mondiale, en présence du Cardinal Mercier et de Son Altesse Royale le prince Charles.
- 1924 : création d’un Institut pratique de Commerce.
- 1925 : création d’une École des Présences pratiques et Religieuses.
- 1927 : annexion de l’Institut Saint-Josse établi à la rue de Verviers Saint-Josse-ten-Noode.
- 1929 : ouverture d’une nouvelle école à Zellick, dans les locaux d’une maison de campagne léguée à l’Institut.
- 1933 : célébration du 75e anniversaire de l’Institut aux Palais des Beaux-Arts de Bruxelles en présence de Leurs Majestés le roi Albert et la reine Élisabeth ainsi que du Cardinal Van Roey et de Paul Claudel, ambassadeur de France.
- 1940-1945 : 211 élèves, étudiants, enseignants ou membres du personnel perdent la vie lors de la Seconde Guerre mondiale.
- 1948 : la section Philosophie et Lettres qui avait été reconnue comme assimilée à de l’enseignement universitaire devient une université indépendante : Université Saint-Louis - Bruxelles.
- 1966 : début des constructions nouveaux bâtiments.
- 1979 : introduction de la mixité[1].
- 1993 : création d’une section maternelle à l’implantation de la rue de Verviers Saint-Josse-ten-Noode.
- 1997 : la spécialisation dans l’accueil d’un public de milieux sociaux défavorisés du centre de Bruxelles entraîne le classement de l’école en discrimination positive.
- 2006 : fusion avec l’école du Sacré-Cœur et de Saint-Josse établie à Bruxelles.

## Divers
- Article 18 du règlement de 1858 : « Jamais on ne fera passer un élève pour incorrigible. Ce jugement, prononcé par un maître, outre qu’il est le plus souvent téméraire, fait ordinairement du coupable un ennemi pour toute la vie. »

## Étudiants célèbres
- Jacques Brel[2] (un bâtiment de l'institut porte d'ailleurs son nom).
- Pierre Culliford, alias Peyo[2] (un bâtiment de l'institut porte d'ailleurs son nom).
- Francis Dannemark[2], romancier et poète.
- Michel de Ghelderode[2], auteur dramatique, chroniqueur et épistolier.
- Virginie Efira[2], actrice et animatrice.
- Paul Germain[2], présentateur à la RTBF.
- Georges Jacobs[2], administrateur de sociétés (notamment de UCB).
- Joseph Luns[2], homme politique et diplomate néerlandais.
- Émile Verhaeren[2], poète.
- Jacques van den Biggelaar, animateur.